# Agonizing Journey Through the Burning Universe and Transcendental Ritual of Transfiguration
Agonizing Journey Through the Burning Universe and Transcendental Ritual of Transfiguration – debiutancki album studyjny polskiej grupy Anima Damnata. Wydawnictwo ukazało się 15 grudnia 2003 roku nakładem wytwórni muzycznej Pagan Records. Nagrania zostały zarejestrowane w białostockim Hertz Studio we współpracy z inżynierami dźwięku Wojciechem i Sławomirem Wiesławskimi.

## Lista utworów
Opracowano na podstawie materiału źródłowego.
1. „Incipit” – 3:28
2. „Onward to Dungeons of Death” – 2:12
3. „Antichristian Nuclear Shitlust” – 2:52
4. „Deus Mortem” – 2:49
5. „Rebirth in Sodomy, Rebirth in Suffering (The Symphony of Sin)” – 3:22
6. „Is It Worth Waiting for the Death Call?” – 6:04
7. „Necrosadistic Masturbation Upon the Mary's Disemboweled Corpse” – 2:38
8. „Satanation” – 4:10
9. „Demonic Dominion” – 2:29
10. „Fecal Daemon” – 1:56
11. „Prometheus Coprophagus” – 4:32